# استیون سمل
استیون سمل (انگلیسی: Stephen Semel) تدوین‌گر و تهیه‌کننده تلویزیونی اهل آمریکا است.
وی همچنین برندهٔ جوایزی همچون جایزه امی شده‌است.

## فیلم‌شناسی
- مظنون (تهیه‌کننده)
- کنت مونت کریستو
- راه تفنگ
- فقط قوی باش
- یک هشت هفت
- وست‌ورلد